# 石川石足
石川 石足（いしかわ の いわたり）は、飛鳥時代後期から奈良時代初期にかけての公卿。大紫・蘇我連子の孫。少納言・蘇我安麻呂の子。官位は従三位・左大弁。

## 経歴
朱鳥元年（686年）に石川朝臣姓を与えられる。
元明朝の和銅元年（708年）正五位上・河内守に叙任される。のち、和銅7年（714年）従四位下、養老3年（719年）従四位上に昇進する。
養老4年（720年）太政官の首班にあった右大臣・藤原不比等の没後に行われた任官にて、左大弁に抜擢される。この任官については、それまで石川氏の氏上であった石川難波麻呂が没し、石足が氏上となった可能性も指摘されている。翌養老5年（721年）大宰大弐に転じるが、大宰帥・多治比池守は本官が大納言であり遥任であったため、石足は九州へ下向したと想定される。養老7年（723年）正四位下に昇叙。
聖武朝に入り神亀元年（724年）天武天皇の夫人であった大蕤娘（蘇我赤兄の娘）の、神亀5年（728年）にはその娘の田形内親王の薨去にあたり、石川氏を代表して葬儀の監護を務めている。
叔母の蘇我娼子は藤原不比等に嫁いで、藤原武智麻呂・藤原房前・藤原宇合を儲けており、石足は藤原四兄弟と従兄弟の関係にあったことから、藤原四子政権成立にあたっては彼らと協力してその政権確立を助けた。神亀6年（729年）2月の長屋王の変に際しては、武智麻呂に近い多治比縣守・大伴道足と共に権参議に任ぜられて、太政官における長屋王排除の議決決定に尽力し、長屋王の自殺後にはその弟である鈴鹿王の邸宅に派遣されて、長屋王の兄弟姉妹・子孫とその妻を赦免する勅を伝えている。3月には変での功労によって従三位に昇叙された。同年8月9日に薨去。享年63。最終官位は左大弁従三位。

## 官歴
注記のないものは『続日本紀』による。
- 時期不詳：正五位下
- 和銅元年（708年） 3月13日：河内守。4月7日：正五位上
- 和銅7年（714年） 正月5日：従四位下
- 霊亀3年（717年） 5月：治部卿[9]
- 養老2年（718年） 9月：治部卿[9]
- 養老3年（719年） 正月13日：従四位上
- 養老4年（720年） 10月9日：左大弁
- 養老5年（721年） 6月26日：大宰大弐
- 養老7年（723年） 正月10日：正四位下
- 神亀5年（728年） 5月21日：正四位上
- 神亀6年（729年） 2月11日：権参議。3月14日：従三位
- 天平元年（729年） 8月9日：薨去（左大弁従三位）

## 系譜
- 父：蘇我安麻呂
- 母：不詳
- 生母不詳の子女
  - 長男：石川年足[10]（688-762）
  - 男子：石川人成[11]
  - 男子：石川豊成[12]（?-772）
  - 男子：石川公成?[13]